# Inventario General del Patrimonio Cultural Valenciano
El Inventario General del Patrimonio Cultural Valenciano es un inventario en torno al cual se configura el sistema legal de clasificación y protección de los bienes de naturaleza cultural de la Comunidad Valenciana, en España, que los organismos públicos competentes consideran que merecen protección.
Fue descrito en la Ley 4/1998, de 11 de junio, del Patrimonio Cultural Valenciano.

## Tipos de bienes incluidos
1. Los bienes muebles, inmuebles e inmateriales, declarados de interés cultural.[1][nota 1]
2. Los Bienes Inmuebles de Relevancia Local, inscritos en la sección 2.ª del Inventario.[1]
3. Los Bienes Muebles de Relevancia Patrimonial, inscritos en la sección 3.ª del Inventario.[1]
4. Los bienes de naturaleza documental, bibliográfica y audiovisual de relevancia patrimonial, inscritos en la sección 4.ª del Inventario.[1]
5. Los Bienes Inmateriales de Relevancia Local, inscritos en la sección 5.ª del Inventario.[1]
6. Los Bienes Inmateriales de Naturaleza Tecnológica de Relevancia Patrimonial, inscritos en la sección 6.ª del Inventario.[1]